# القصر (المحمودية)
قرية القصر هي إحدى القرى التابعة لمركز المحمودية في محافظة البحيرة في جمهورية مصر العربية. حسب إحصاءات سنة 2006، بلغ إجمالي السكان في القصر 13926 نسمة، منهم 7081 رجل و6845 امرأة.